# Buchilași
Buchilași – wieś w Rumunii, w okręgu Prahova, w gminie Râfov. W 2011 roku liczyła 147 mieszkańców.